# Andreas Skov Olsen
Andreas Skov Olsen (Hillerød, 29 dicembre 1999) è un calciatore danese, centrocampista o attaccante del Wolfsburg e della nazionale danese.
Nell'estate del 2019 viene indicato dall'UEFA come uno dei 50 giovani più promettenti per la stagione 2019-2020.

## Caratteristiche tecniche
Di ruolo trequartista, può svariare su tutto il fronte offensivo. Mancino, è molto bravo tecnicamente e fa del dribbling il suo punto di forza. Grazie ad un'ottima capacità di inserimento, risulta decisivo anche sotto porta. Viene paragonato al connazionale Christian Eriksen.

## Carriera

### Club

#### Nordsjælland
Nel 2009 entra nel settore giovanile del Football Club Nordsjælland restandoci fino al diciottesimo anno di età. Il 23 luglio 2017 debutta in prima squadra contro il Brøndby, giocando l'ultimo minuto della partita vinta per 3-2. Si ripeterà poi contro il Lyngby ed il Silkeborg.
La seconda stagione da professionista si apre con la sua prima rete europea, nonché prima in assoluto, ai danni del Cliftonville nelle qualificazioni per la fase ai gironi della UEFA Europa League. Nell'estate edel 2018,Il 22 luglio 2018 segna, invece, la sua prima rete in campionato ai danni del Aarhus. Ottenuta la titolarità dall'allenatore Kasper Hjulmand, a fine annata colleziona 26 marcature in 44 partite totali.

#### Bologna
Il 24 luglio 2019 passa a titolo definitivo al Bologna per 6 milioni di euro. Il 15 settembre 2019 esordisce in Serie A nella partita vinta per 3-4 dal Bologna in casa del Brescia. Mette a segno il suo primo gol in Serie A il 1º dicembre 2019 in occasione della sfida vinta in trasferta contro il Napoli per 1-2.

#### Club Bruges
Il 28 gennaio 2022, dopo aver collezionato 71 presenze e 3 gol con il Bologna, senza imporsi, viene ceduto al Club Bruges per 7 milioni di euro più una percentuale sulla futura rivendita.
Con il Bruges conquista il titolo belga negli anni 2022, 2024, e raggiunge gli ottavi di champions league nell'anno 2023.
Nella stagione 2023-2024 realizza nelle varie competizioni 26 goal su 48 incontri giocati. Nell'estate '24 la società del Feyenoord di Rotterdam offre per il calciatore danese la cifra di 17 milioni di Euro per il trasferimento ricevendo un rifiuto da parte del Bruges.
Wolfsburg
Dopo 19 presenze e 8 gol messe a referto in campionato nella prima parte di stagione con i belgi, il 17 gennaio 2025 passa, per 14 milioni di euro ai tedeschi del Wolfsburg, siglando un contratto valido fino al 2029.

### Nazionale
Dopo l'esperienza annuale con l'Under-19, viene convocato dalla nazionale Under-21 il 10 giugno 2017.
Il 24 agosto 2020 viene convocato per la prima volta in Nazionale maggiore in vista delle sfide di Nations League contro Belgio e Inghilterra, salvo poi venire rimpiazzato da Jacob Bruun Larsen tre giorni dopo. Il 29 settembre seguente viene riconvocato (e successivamente confermato) in Nazionale maggiore per l'amichevole contro le Fær Øer e le sfide valevoli per la Nations League contro Islanda e Inghilterra. Debutta contro le Fær Øer, segnando un gol nel successo per 4-0 dei danesi. Il 31 marzo 2021 contribuisce con una doppietta al successo per 4-0 in casa dell'Austria, siglando la prima e la quarta rete.

## Statistiche

### Presenze e reti nei club
Statistiche aggiornate al 4 giugno 2025.
| Stagione             | Squadra              | Campionato           | Campionato | Campionato | Coppe nazionali | Coppe nazionali | Coppe nazionali | Coppe continentali | Coppe continentali | Coppe continentali | Altre coppe | Altre coppe | Altre coppe | Totale | Totale |
| Stagione             | Squadra              | Comp                 | Pres       | Reti       | Comp            | Pres            | Reti            | Comp               | Pres               | Reti               | Comp        | Pres        | Reti        | Pres   | Reti   |
| -------------------- | -------------------- | -------------------- | ---------- | ---------- | --------------- | --------------- | --------------- | ------------------ | ------------------ | ------------------ | ----------- | ----------- | ----------- | ------ | ------ |
| 2017-2018            | Nordsjælland         | SL                   | 3+2        | 0          | CD              | 2               | 1               | -                  | -                  | -                  | -           | -           | -           | 7      | 1      |
| 2018-2019            | Nordsjælland         | SL                   | 26+10      | 19+3       | CD              | 2               | 1               | UEL                | 6                  | 3                  | -           | -           | -           | 44     | 26     |
| Totale Nordsjaelland | Totale Nordsjaelland | Totale Nordsjaelland | 41         | 22         |                 | 4               | 2               |                    | 6                  | 3                  |             | -           | -           | 51     | 27     |
| 2019-2020            | Bologna              | A                    | 26         | 1          | CI              | 0               | 0               | -                  | -                  | -                  | -           | -           | -           | 26     | 1      |
| 2020-2021            | Bologna              | A                    | 26         | 2          | CI              | 0               | 0               | -                  | -                  | -                  | -           | -           | -           | 26     | 2      |
| 2021-gen. 2022       | Bologna              | A                    | 18         | 0          | CI              | 1               | 0               | -                  | -                  | -                  | -           | -           | -           | 19     | 0      |
| Totale Bologna       | Totale Bologna       | Totale Bologna       | 70         | 3          |                 | 1               | 0               |                    | -                  | -                  |             | -           | -           | 71     | 3      |
| gen.-giu. 2022       | Club Bruges          | D1                   | 15         | 6          | CB              | 2               | 0               | -                  | -                  | -                  | -           | -           | -           | 17     | 6      |
| 2022-2023            | Club Bruges          | D1                   | 23         | 7          | CB              | 1               | 0               | UCL                | 5                  | 1                  | SB          | 1           | 1           | 30     | 9      |
| 2023-2024            | Club Bruges          | D1                   | 33         | 14         | CB              | 5               | 5               | UECL               | 12                 | 7                  | -           | -           | -           | 50     | 26     |
| 2024-gen. 2025       | Club Bruges          | D1                   | 19         | 8          | CB              | 2               | 0               | UCL                | 6                  | 0                  |             | -           | -           | 27     | 8      |
| Totale Club Bruges   | Totale Club Bruges   | Totale Club Bruges   | 90         | 35         |                 | 10              | 5               |                    | 23                 | 8                  |             | 1           | 1           | 128    | 49     |
| gen.-giu. 2025       | Wolfsburg            | BL                   | 12         | 1          | CG              | 1               | 0               |                    | -                  | -                  |             | -           | -           | 13     | 1      |
| Totale carriera      | Totale carriera      | Totale carriera      | 213        | 61         |                 | 16              | 7               |                    | 29                 | 11                 |             | 1           | 1           | 262    | 80     |

### Cronologia presenze e reti in nazionale
| Cronologia completa delle presenze e delle reti in nazionale ― Danimarca | Cronologia completa delle presenze e delle reti in nazionale ― Danimarca | Cronologia completa delle presenze e delle reti in nazionale ― Danimarca | Cronologia completa delle presenze e delle reti in nazionale ― Danimarca | Cronologia completa delle presenze e delle reti in nazionale ― Danimarca | Cronologia completa delle presenze e delle reti in nazionale ― Danimarca | Cronologia completa delle presenze e delle reti in nazionale ― Danimarca | Cronologia completa delle presenze e delle reti in nazionale ― Danimarca |
| Data                                                                     | Città                                                                    | In casa                                                                  | Risultato                                                                | Ospiti                                                                   | Competizione                                                             | Reti                                                                     | Note                                                                     |
| ------------------------------------------------------------------------ | ------------------------------------------------------------------------ | ------------------------------------------------------------------------ | ------------------------------------------------------------------------ | ------------------------------------------------------------------------ | ------------------------------------------------------------------------ | ------------------------------------------------------------------------ | ------------------------------------------------------------------------ |
| 7-10-2020                                                                | Herning                                                                  | Danimarca                                                                | 4 – 0                                                                    | Fær Øer                                                                  | Amichevole                                                               | 1                                                                        | 62’                                                                      |
| 11-10-2020                                                               | Reykjavík                                                                | Islanda                                                                  | 0 – 3                                                                    | Danimarca                                                                | UEFA Nations League 2020-2021 - 1º turno                                 | -                                                                        | 66’                                                                      |
| 25-3-2021                                                                | Tel Aviv                                                                 | Israele                                                                  | 0 – 2                                                                    | Danimarca                                                                | Qual. Mondiali 2022                                                      | -                                                                        | 77’                                                                      |
| 28-3-2021                                                                | Herning                                                                  | Danimarca                                                                | 8 – 0                                                                    | Moldavia                                                                 | Qual. Mondiali 2022                                                      | -                                                                        | 46’                                                                      |
| 31-3-2021                                                                | Vienna                                                                   | Austria                                                                  | 0 – 4                                                                    | Danimarca                                                                | Qual. Mondiali 2022                                                      | 2                                                                        | 55’                                                                      |
| 2-6-2021                                                                 | Innsbruck                                                                | Germania                                                                 | 1 – 1                                                                    | Danimarca                                                                | Amichevole                                                               | -                                                                        | 46’                                                                      |
| 12-6-2021                                                                | Copenaghen                                                               | Danimarca                                                                | 0 – 1                                                                    | Finlandia                                                                | Euro 2020 - 1º turno                                                     | -                                                                        | 63’                                                                      |
| 17-6-2021                                                                | Copenaghen                                                               | Danimarca                                                                | 1 – 2                                                                    | Belgio                                                                   | Euro 2020 - 1º turno                                                     | -                                                                        | 84’                                                                      |
| 1-9-2021                                                                 | Copenaghen                                                               | Danimarca                                                                | 2 – 0                                                                    | Scozia                                                                   | Qual. Mondiali 2022                                                      | -                                                                        | 85’                                                                      |
| 4-9-2021                                                                 | Tórshavn                                                                 | Fær Øer                                                                  | 0 – 1                                                                    | Danimarca                                                                | Qual. Mondiali 2022                                                      | -                                                                        | 46’                                                                      |
| 7-9-2021                                                                 | Copenaghen                                                               | Danimarca                                                                | 5 – 0                                                                    | Israele                                                                  | Qual. Mondiali 2022                                                      | 1                                                                        | 77’                                                                      |
| 9-10-2021                                                                | Chișinău                                                                 | Moldavia                                                                 | 0 – 4                                                                    | Danimarca                                                                | Qual. Mondiali 2022                                                      | 1                                                                        | 46’                                                                      |
| 12-10-2021                                                               | Copenaghen                                                               | Danimarca                                                                | 1 – 0                                                                    | Austria                                                                  | Qual. Mondiali 2022                                                      | -                                                                        | 77’                                                                      |
| 12-11-2021                                                               | Copenaghen                                                               | Danimarca                                                                | 3 – 1                                                                    | Fær Øer                                                                  | Qual. Mondiali 2022                                                      | 1                                                                        | 67’                                                                      |
| 15-11-2021                                                               | Glasgow                                                                  | Scozia                                                                   | 2 – 0                                                                    | Danimarca                                                                | Qual. Mondiali 2022                                                      | -                                                                        |                                                                          |
| 26-3-2022                                                                | Amsterdam                                                                | Paesi Bassi                                                              | 4 – 2                                                                    | Danimarca                                                                | Amichevole                                                               | -                                                                        | 45’                                                                      |
| 29-3-2022                                                                | Copenaghen                                                               | Danimarca                                                                | 3 – 0                                                                    | Serbia                                                                   | Amichevole                                                               | -                                                                        | 79’                                                                      |
| 3-6-2022                                                                 | Saint-Denis                                                              | Francia                                                                  | 1 – 2                                                                    | Danimarca                                                                | UEFA Nations League 2022-2023 - 1º turno                                 | -                                                                        | 84’                                                                      |
| 6-6-2022                                                                 | Vienna                                                                   | Austria                                                                  | 1 – 2                                                                    | Danimarca                                                                | UEFA Nations League 2022-2023 - 1º turno                                 | -                                                                        | 52’                                                                      |
| 10-6-2022                                                                | Copenaghen                                                               | Danimarca                                                                | 0 – 1                                                                    | Croazia                                                                  | UEFA Nations League 2022-2023 - 1º turno                                 | -                                                                        | 83’                                                                      |
| 13-6-2022                                                                | Copenaghen                                                               | Danimarca                                                                | 2 – 0                                                                    | Austria                                                                  | UEFA Nations League 2022-2023 - 1º turno                                 | 1                                                                        | 46’                                                                      |
| 22-9-2022                                                                | Zagabria                                                                 | Croazia                                                                  | 2 – 1                                                                    | Danimarca                                                                | UEFA Nations League 2022-2023 - 1º turno                                 | -                                                                        | 89’                                                                      |
| 25-9-2022                                                                | Copenaghen                                                               | Danimarca                                                                | 2 – 0                                                                    | Francia                                                                  | UEFA Nations League 2022-2023 - 1º turno                                 | 1                                                                        | 71’                                                                      |
| 22-11-2022                                                               | Al Rayyan                                                                | Danimarca                                                                | 0 – 0                                                                    | Tunisia                                                                  | Mondiali 2022 - 1º turno                                                 | -                                                                        | 65’                                                                      |
| 30-11-2022                                                               | Al Wakrah                                                                | Australia                                                                | 1 – 0                                                                    | Danimarca                                                                | Mondiali 2022 - 1º turno                                                 | -                                                                        | 69’                                                                      |
| 16-6-2023                                                                | Copenaghen                                                               | Danimarca                                                                | 1 – 0                                                                    | Irlanda del Nord                                                         | Qual. Euro 2024                                                          | -                                                                        | 80’                                                                      |
| 19-6-2023                                                                | Lubiana                                                                  | Slovenia                                                                 | 1 – 1                                                                    | Danimarca                                                                | Qual. Euro 2024                                                          | -                                                                        | 71’                                                                      |
| 7-9-2023                                                                 | Copenaghen                                                               | Danimarca                                                                | 4 – 0                                                                    | San Marino                                                               | Qual. Euro 2024                                                          | -                                                                        | 58’                                                                      |
| 10-9-2023                                                                | Helsinki                                                                 | Finlandia                                                                | 0 – 1                                                                    | Danimarca                                                                | Qual. Euro 2024                                                          | -                                                                        | 81’                                                                      |
| 8-6-2024                                                                 | Brøndbyvester                                                            | Danimarca                                                                | 3 – 1                                                                    | Norvegia                                                                 | Amichevole                                                               | -                                                                        | 63’                                                                      |
| 20-6-2024                                                                | Francoforte sul Meno                                                     | Danimarca                                                                | 1 – 1                                                                    | Inghilterra                                                              | Euro 2024 - 1º turno                                                     | -                                                                        | 82’                                                                      |
| 25-6-2024                                                                | Monaco di Baviera                                                        | Danimarca                                                                | 0 – 0                                                                    | Serbia                                                                   | Euro 2024 - 1º turno                                                     | -                                                                        | 46’                                                                      |
| 29-6-2024                                                                | Dortmund                                                                 | Germania                                                                 | 2 – 0                                                                    | Danimarca                                                                | Euro 2024 - Ottavi di finale                                             | -                                                                        | 69’                                                                      |
| 5-9-2024                                                                 | Copenaghen                                                               | Danimarca                                                                | 2 – 0                                                                    | Svizzera                                                                 | UEFA Nations League 2024-2025 - 1º turno                                 | -                                                                        | 81’                                                                      |
| 15-10-2024                                                               | San Gallo                                                                | Svizzera                                                                 | 2 – 2                                                                    | Danimarca                                                                | UEFA Nations League 2024-2025 - 1º turno                                 | -                                                                        | 57’                                                                      |
| 15-11-2024                                                               | Copenaghen                                                               | Danimarca                                                                | 1 – 2                                                                    | Spagna                                                                   | UEFA Nations League 2024-2025 - 1º turno                                 | -                                                                        | 79’                                                                      |
| 18-11-2024                                                               | Leskovac                                                                 | Serbia                                                                   | 0 – 0                                                                    | Danimarca                                                                | UEFA Nations League 2024-2025 - 1º turno                                 | -                                                                        | 87’                                                                      |
| 20-3-2025                                                                | Copenaghen                                                               | Danimarca                                                                | 1 – 0                                                                    | Portogallo                                                               | UEFA Nations League 2024-2025 - Quarti di finale                         | -                                                                        | 69’                                                                      |
| 23-3-2025                                                                | Lisbona                                                                  | Portogallo                                                               | 5 – 2 dts                                                                | Danimarca                                                                | UEFA Nations League 2024-2025 - Quarti di finale                         | -                                                                        | 65’                                                                      |
| Totale                                                                   |                                                                          | Presenze                                                                 | 39                                                                       |                                                                          | Reti                                                                     | 8                                                                        |                                                                          |

## Palmarès

### Club

#### Competizioni nazionali
- Campionato belga: 2

Club Bruges: 2021-2022, 2023-2024
- Supercoppa del Belgio: 1

Club Bruges: 2022